# بلووينغ روك

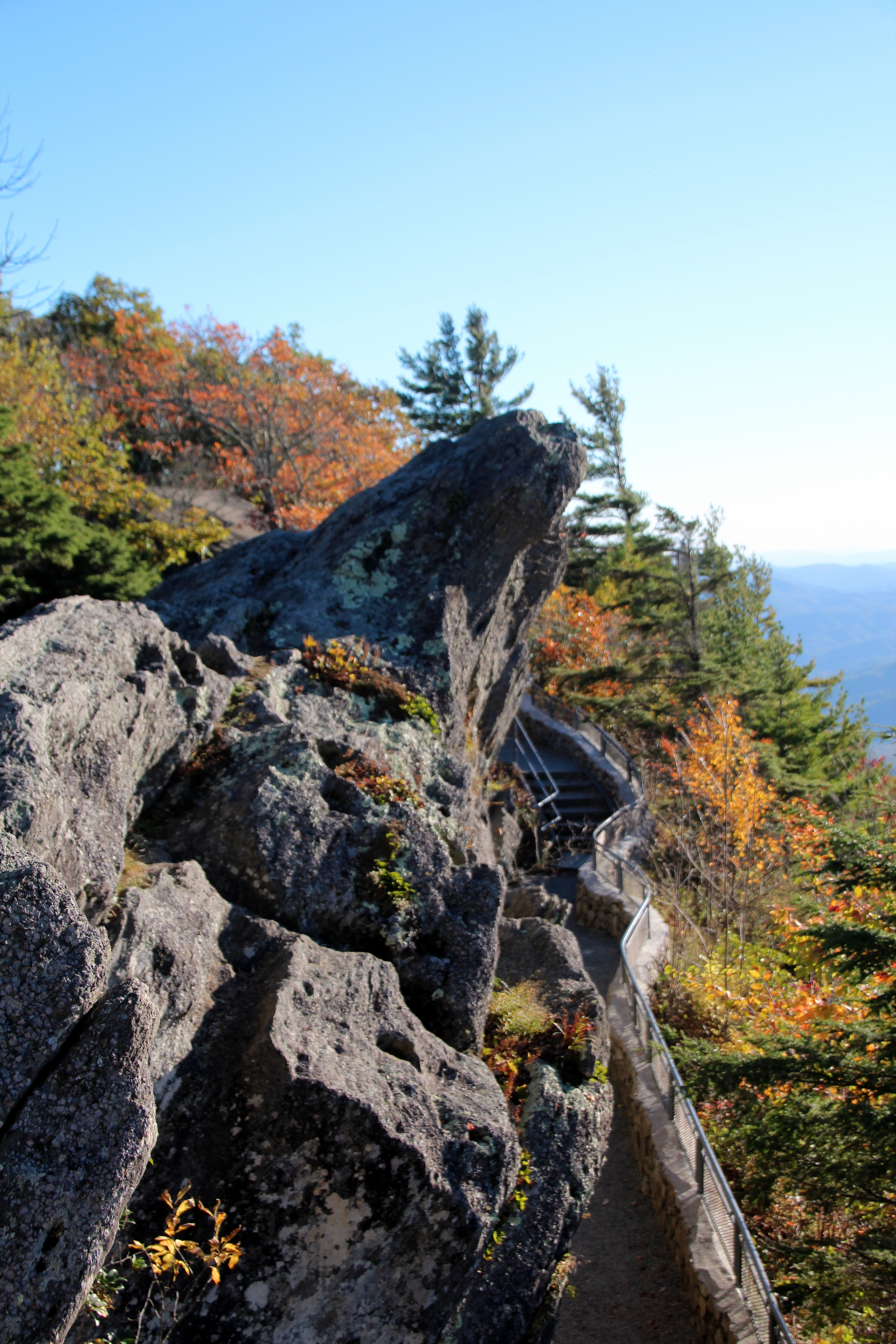
صخرة بلووينغ روك

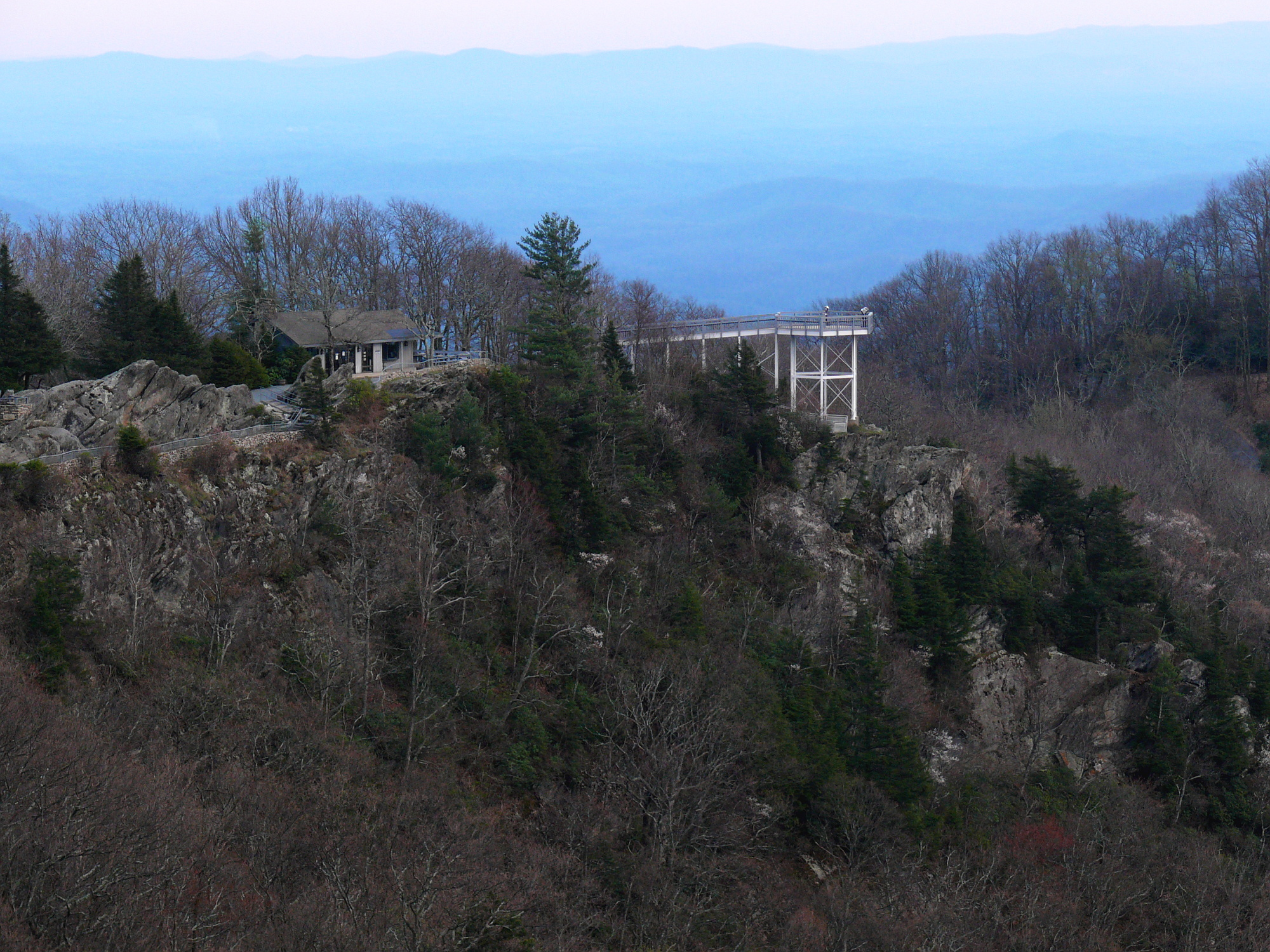
شرفة المراقبة في بلووينغ روك.

بلووينغ روك  (بالإنجليزية: Blowing Rock أي الصخرة العصافة) هي بروز صخري في بلدة بلووينغ روك في ولاية كارولينا الشمالية، فوق واد في مقاطعة كالدويل، في شمال غرب الولاية.
تهب الرياح السائدة عبر الوادي الضيق باتجاه صخرة بلووينغ روك. هناك في نهاية الممر، تصعد الرياح المنحدرات الشاهقة وتضرب بالبروز الصخري، لكونه الطريق الأقل مقاومة لتلك الرياح، مما يؤدي إلى رياح عمودية قوية بالعادة.
أسطورة بلووينغ روك هي أن محاربا من الشيروكي قفز من الصخرة إلى البرية أدناه، إلا أن عاصفة من الرياح إعادته إلى حبيبته على قمة الصخرة.
بلووينغ روك هي ملكية خاصة. تدفع رسوم الدخول في متجر الهدايا المجاور.
في فيلم وداعا سولو الصادر عام 2008، يبرز المشهد الختامي بلووينغ روك.

## وصلات خارجية
- الموقع الرسمي لبلووينغ روك

‌